# Conferenza di Nyon

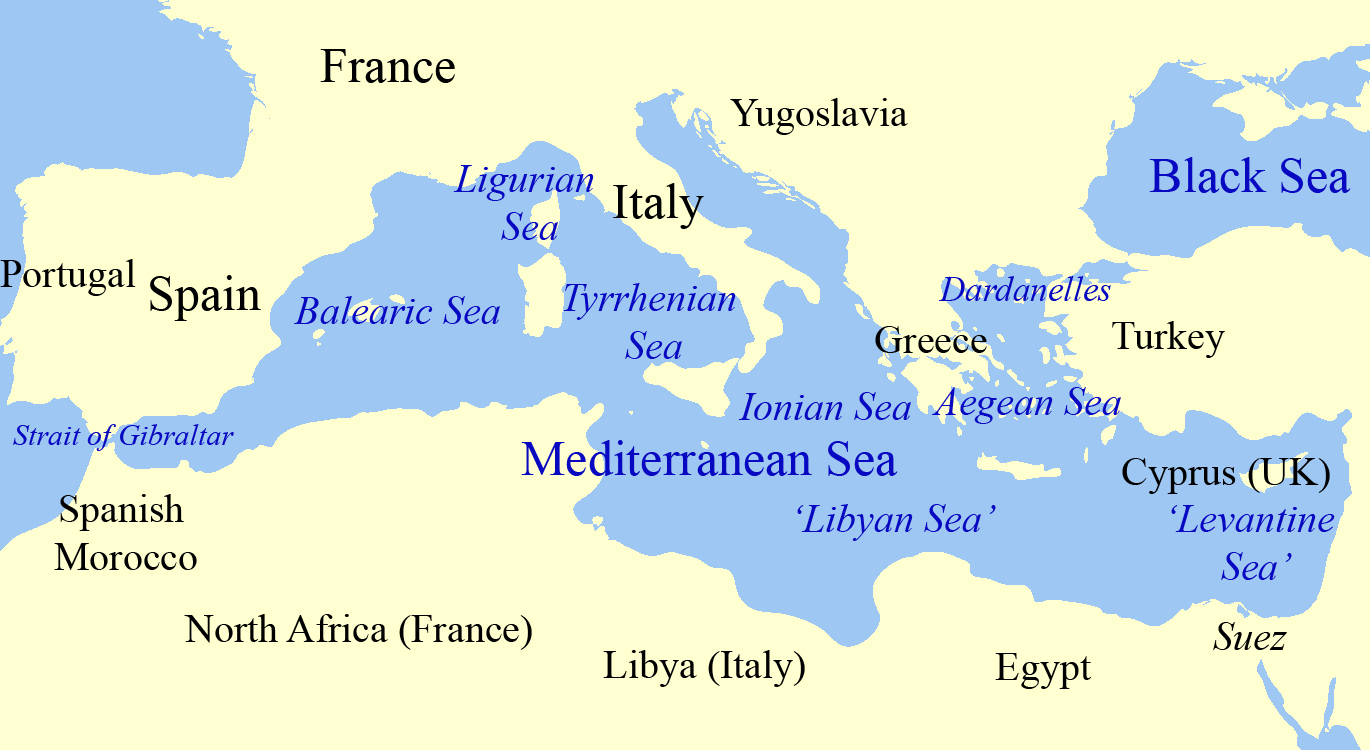
Mappa del Mar Mediterraneo, diviso in zone di sorveglianza secondo i termini della Conferenza.

La conferenza di Nyon fu una conferenza internazionale tenutasi a Nyon, in Svizzera, dal 10 al 14 settembre 1937, in risposta ad attacchi contro la navigazione internazionale nel Mar Mediterraneo durante la Guerra civile spagnola. La conferenza fu convocata, in parte, a causa della guerra sottomarina indiscriminata da parte dell'Italia ai danni di mercantili battenti bandiera britannica. Tuttavia l'Italia non fu mai ufficialmente accusata alla conferenza, il cui scopo fu di promuovere il non-intervento straniero nelle questioni spagnole. Il vertice fu guidato e promosso dalla Francia e dal Regno Unito e vi parteciparono rappresentanti di URSS, Bulgaria, Romania, Egitto, Grecia, Jugoslavia.
Alla conferenza fu invitata anche l'Italia che rifiutò di partecipare a causa di una controversia con l'Unione Sovietica. Il 6 settembre, infatti, l'URSS aveva accusato l'Italia di aver silurato due navi russe in acque internazionali, commettendo quindi un deliberato atto di pirateria. L'accusa era stata notifica dall'incaricato d'affari sovietico al ministro degli esteri italiano, Galeazzo Ciano. Questo gesto spinse l'Italia a procrastinare la sua partecipazione almeno dopo aver regolato l'incidente con l'URSS. La controproposta italiana fu quella di chiedere di esaminare la questione a Londra presso il Comitato di non intervento, ritenuto una sede più adatta alla discussione.
La conferenza di Nyon si tenne dunque senza la partecipazione dell'Italia. Si stabilì che qualunque sommergibile non appartenente alle parti in conflitto nella Guerra civile spagnola (esclusivamente repubblicani e franchisti) che avesse attaccato una nave di commercio, dovesse essere contrattaccato e affondato. Per rendere esecutivo tale accordo, il Mediterraneo fu diviso in zone di sorveglianza. Alla Francia e al Regno Unito fu assegnata la tutela di tutto il Mediterraneo in acque internazionali. All'Italia veniva assegnata (se avesse accettato) la sorveglianza delle acque del Mar Tirreno. Il governo italiano richiese tuttavia la piena parità con i francesi e gli inglesi. Conseguentemente fu indetta a Parigi una conferenza anglo-franco-italiana (27-30 settembre) che assegnò all'Italia la parità con la Francia e l'Inghilterra.